# パチェントロ
パチェントロ（イタリア語: Pacentro）は、イタリア共和国アブルッツォ州ラクイラ県にある、人口約1,100人の基礎自治体（コムーネ）。

## 地理

### 位置・広がり

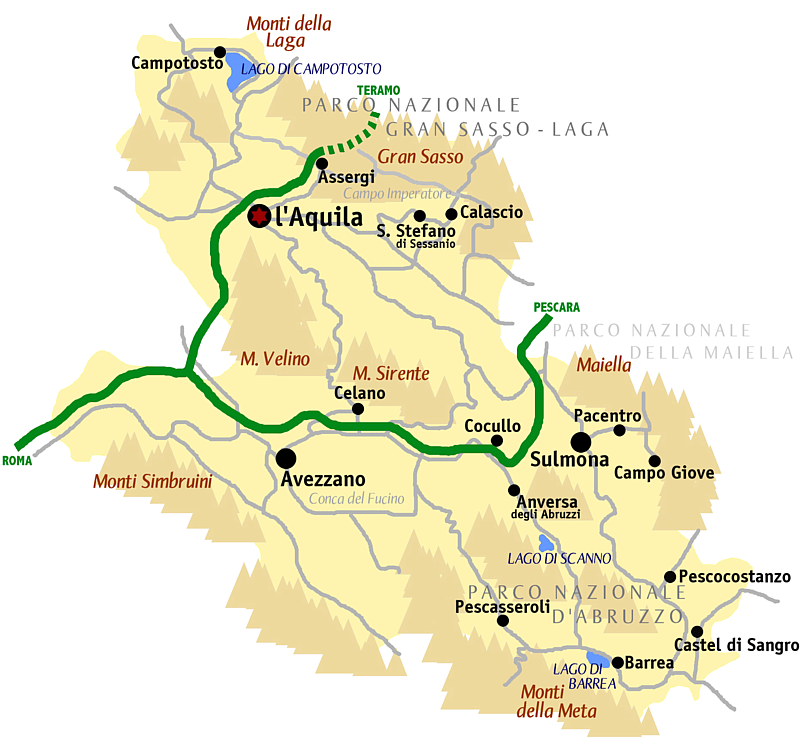
ラクイラ県概略図

ラクイラ県南東部に位置するコムーネ。

#### 隣接コムーネ
隣接するコムーネは以下の通り。括弧内のCHはキエーティ県、PEはペスカーラ県所属を示す。
- カンポ・ディ・ジョーヴェ
- カンサーノ
- ファーラ・サン・マルティーノ (CH)
- ラーマ・デイ・ペリーニ (CH)
- パレーナ (CH)
- サンテウフェミーア・ア・マイエッラ (PE)
- スルモーナ
- タランタ・ペリーニャ (CH)

## 文化・観光
「イタリアの最も美しい村」クラブ加盟コムーネである。